# Nudossi
Nudossi (ⓘ) ist der Markenname einer Nuss-Nougat-Creme des Herstellers Sächsische und Dresdner Back- und Süßwaren (ehemals Vadossi), dessen Hauptprodukt es darstellt.

Logo von Nudossi

Nudossi wurde bereits zu Zeiten der DDR hergestellt, nachdem seit 1965 Nutella im Westen produziert wurde. 1972 wurde der Betrieb verstaatlicht. Nach der deutschen Wiedervereinigung wurde die Produktion eingestellt, nach einer mehrjährigen Pause im Frühjahr 1999 jedoch wieder aufgenommen. Die Bezeichnung „Ost-Nutella“ ist nur bedingt zutreffend, da die Zusammensetzung mittlerweile völlig anders ist als noch zu DDR-Zeiten und sich stark von Nutella und vergleichbaren Aufstrichen unterscheidet. Nudossi weist mit 36 % einen wesentlich höheren Haselnussanteil auf als etwa Nutella mit nur 13 %.
Die Rezeptur wurde Ende 2016 angepasst, so dass nun weniger Fett (von 35 g auf 32 g) und mehr Zucker (von 46 g auf 50 g) enthalten ist. Seit April 2017 wird zusätzlich palmölfreie Nuss-Nougat-Creme in 300-g-Gläsern vertrieben.
Vom selben Hersteller stammen weitere Brotaufstriche wie die Schokoladen-Nuss-Kokoscreme „Naschi“ und die Milch-Kakao-Creme „Nu Pagadi“ sowie Marzipanbrote, Baumkuchen, Dresdner Christstollen und Oblaten.
Der Betrieb hat 35 Mitarbeiter und 12 Millionen Euro Umsatz im Jahr. Insgesamt werden jährlich 4,5 Millionen Gläser und Becher Cremes ausgeliefert.

## Inhaltsstoffe (2019)

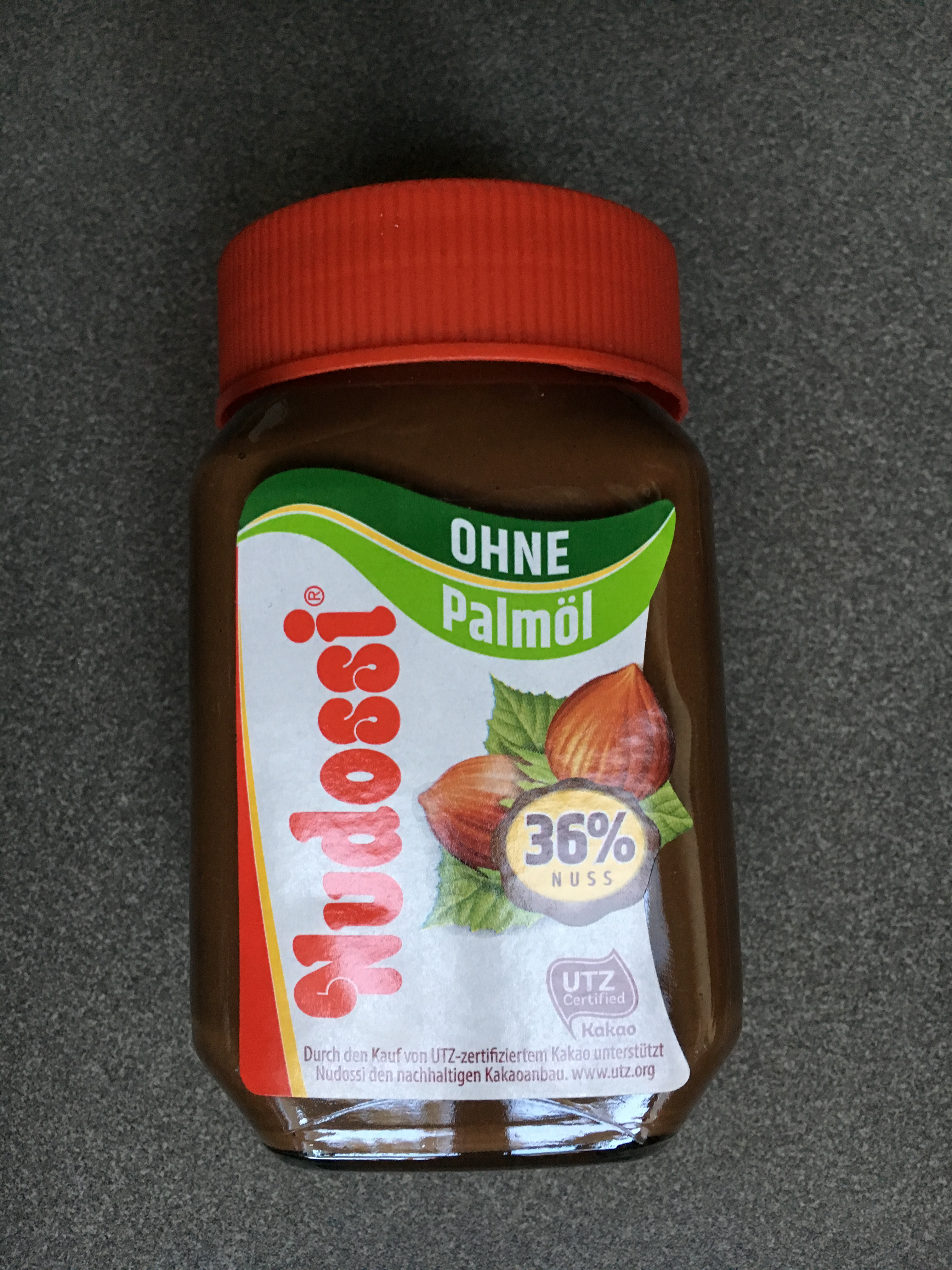
Nudossi (palmölfrei)

Zucker (50 %), Haselnüsse (36 %), pflanzliches Fett (Palmöl, bzw. Salnussöl), fettarmes Kakaopulver, Magermilchpulver, Emulgator: Sonnenblumen-Lecithine, Mono- und Diglyceride von Speisefetten, Salz. Energiegehalt: 100 Gramm haben 2392 kJ (574 kcal); 32 % Fette. Aufgrund des Magermilchpulvers ist Nudossi laktosehaltig.
Im palmölfreien Nudossi wird UTZ-zertifizierter Kakao verarbeitet.

## Geschichte

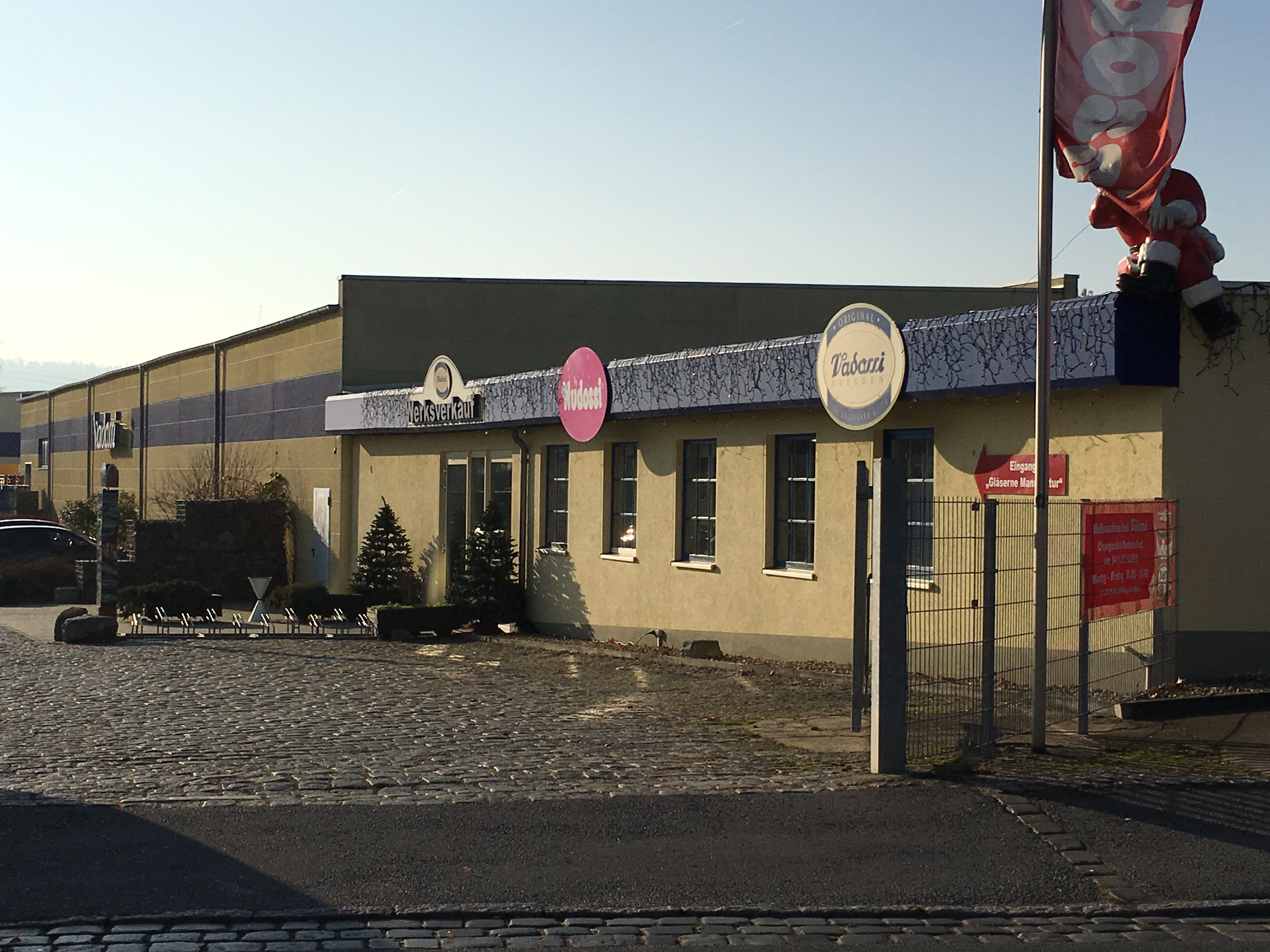
Werksverkauf in Radebeul mit gläserner Produktion, Zugang von der Kötitzer Straße

Friedrich Karl Lischka produzierte ab 1920 in Dresden-Plauen Gebäck und Tafelschokolade. 1924 zog er nach Kötzschenbroda, heute Stadtteil von Radebeul, um sein Unternehmen als Firma Vadossi mit anfangs 40 Mitarbeitern weiterzuführen. Seinen Neubau in der Fabrikstraße 4 ließ er sich von dem Baumeister Franz Jörissen errichten. Das Unternehmen überstand den Krieg mit leichten Gebäudeschäden und erfuhr keine Demontage durch die Siegermächte. Dies führte dazu, dass die Süßwarenproduktion bereits im Juni 1945 mit einer Belegschaft von 50 Personen wieder angefahren werden konnte. Die Belegschaft wuchs binnen weniger Jahre auf 240 Personen. Unter staatlicher Beteiligung firmierte die Firma ab 1957 als Vadossi KG Schokoladen- und Zuckerwarenfabrik. Neben z. B. Krokant, Toffees und Pralinen stellte sie Kakaoerzeugnisse her.
Im Jahr 1970 begann die Herstellung von Nudossi. Der bereits erwähnte hohe Nussanteil ist ursprünglich aus der Not geboren: In der DDR waren Haselnüsse leichter zu bekommen als künstliche Aromen. Im Jahre 1972 wurde die Firma zu einem Betriebsteil der in Dresden ansässigen Dresdner Süßwarenfabriken Elbflorenz, geführt als deren Werk Vadossi. Damit gehörte Vadossi zwischen 1980 und 1990 zum Kombinat Süßwaren. Im Jahr 1991 wurde die Produktion von Nudossi eingestellt, die Anlagen verschrottet oder verkauft. 1994 wurde das Werk Vadossi liquidiert.
Nachdem die ursprünglich in der DDR angemeldete Marke Nudossi erloschen war, meldete der Mitteldeutsche Rundfunk diese Marke im Sommer 1996 erneut an, neben Nuss-Nougat-Crème auch für Veranstaltungen, Rundfunksendungen und Ähnliches (Deutsches Patent- und Markenamt, Registernummer/Aktenzeichen: 39632419.3). Im Frühjahr 1999 erwarb die Sächsische Spezialitäten Hartmann GbR die Namensrechte an der Nuss-Nougat-Crème. Nach einer Insolvenz im Jahr 2005 wurde das Unternehmen unter dem Namen Sächsische und Dresdner Back- und Süßwaren GmbH & Co. KG weitergeführt. 
Heute werden täglich sechs Tonnen Nudossi produziert. Dafür werden jährlich 350 Tonnen Haselnussmark aus der Türkei importiert.

## Weitere Marken
Weitere Marken der Sächsischen und Dresdner Back- und Süßwaren:
- Vadossi
- Oma Hartmanns
- Elbflorenz
- Naschi Schokocreme Nuss-Kokos 200 g (seit 1972)
- Nu Pagadi Milch-Kakao-Creme 200 g

Der unter der Marke Vadossi verkaufte Original Dresdner Christstollen trägt das Goldene Siegel und die Marke als geschütztes geografisches Produkt.

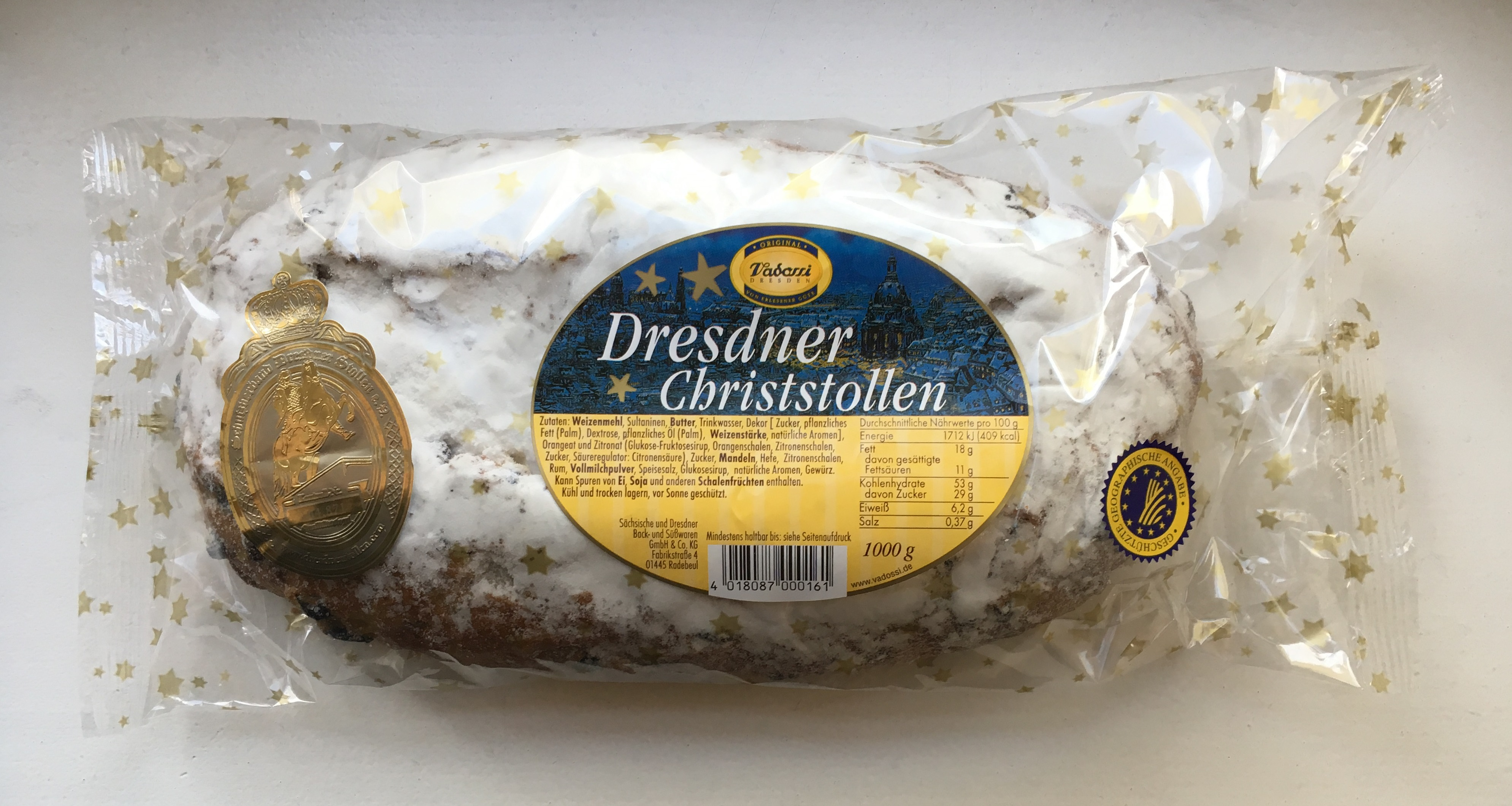
Original Dresdner Christstollen von Vadossi
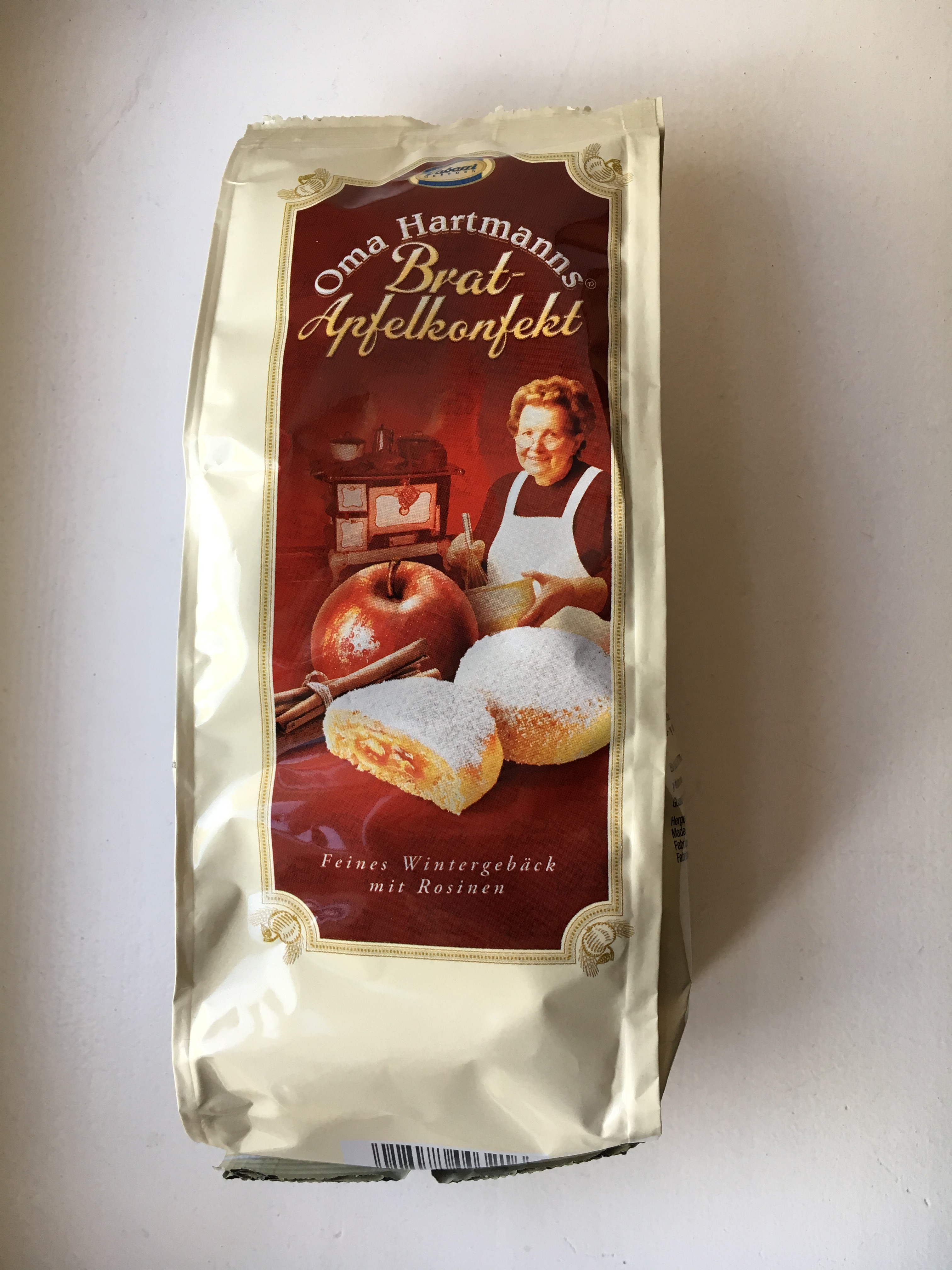
Bratapfelkonfekt von Oma Hartmanns
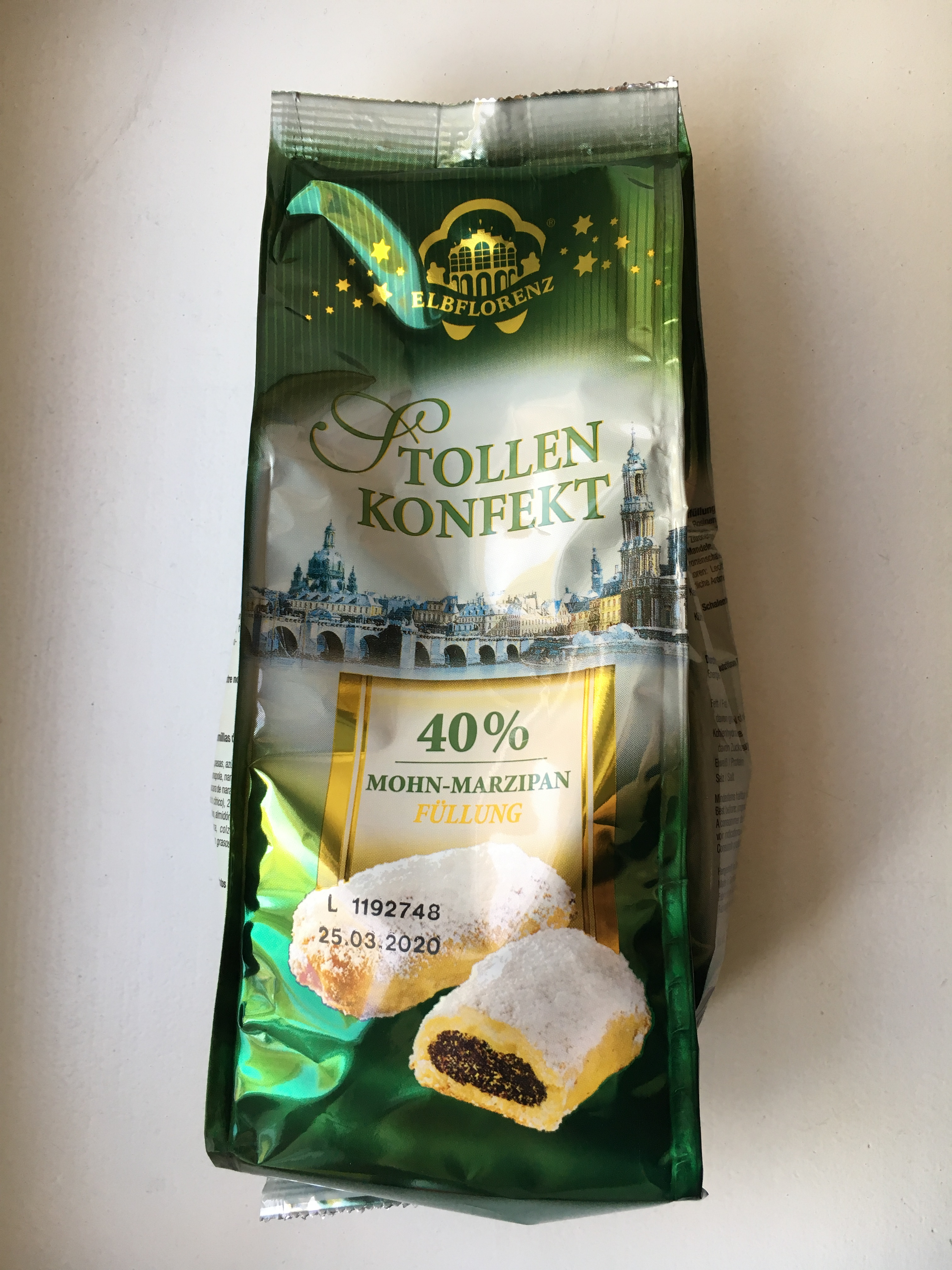
Stollenkonfekt von Elbflorenz